# Tylostigma nigrescens
Tylostigma nigrescens är en orkidéart som beskrevs av Rudolf Schlechter. Tylostigma nigrescens ingår i släktet Tylostigma och familjen orkidéer. Inga underarter finns listade i Catalogue of Life.